# Cornus canadensis
Cornus canadensis là một loài thực vật có hoa trong họ Cornaceae. Loài này được L. miêu tả khoa học đầu tiên năm 1753.